# Sieniów
Sieniów – część wsi Oblęgór w Polsce położona w województwie świętokrzyskim, w powiecie kieleckim, w gminie Strawczyn.
W latach 1975–1998 Sieniów administracyjnie należał do województwa kieleckiego.